# فلاديمير كوزلوف
أوليغ ألكساندريج برودياس (ولد 27 أبريل 1979) مصارع أوكراني محترف سابق ويعرف بشكل أفضل باسمه في الحلبات فلاديمير كوزلوف Vladimir Kozlov مسجل سابقا لصالح شركة المصارعة العالمية الترفيهية في القسم ECW. دُرٍب في فنون القتال الحرة freestyle والمصارعة والركبي rugby وكرة القدم والسامبو Sambo والجودو Judo، وقدمه إلى شركة المصارعة العالمية الترفيهية «جف جارت» Jeff Jarrett. وعمل في التلفاز وظهر في عدة أفلام.

## مسيرته المهنية
قام برودياس بعدة إنجازات بكونه بطل السامبو في الولايات المتحدة للوزن الثقيل (2005) وبطل جمعية الملاكمة-الركلات الوطني، وكذلك لعب كرة القدم الأمريكية لصالح الفريق الدولي الأوكراني.

### WWE المصارعة العالمية الترفيهية (2006-2012)

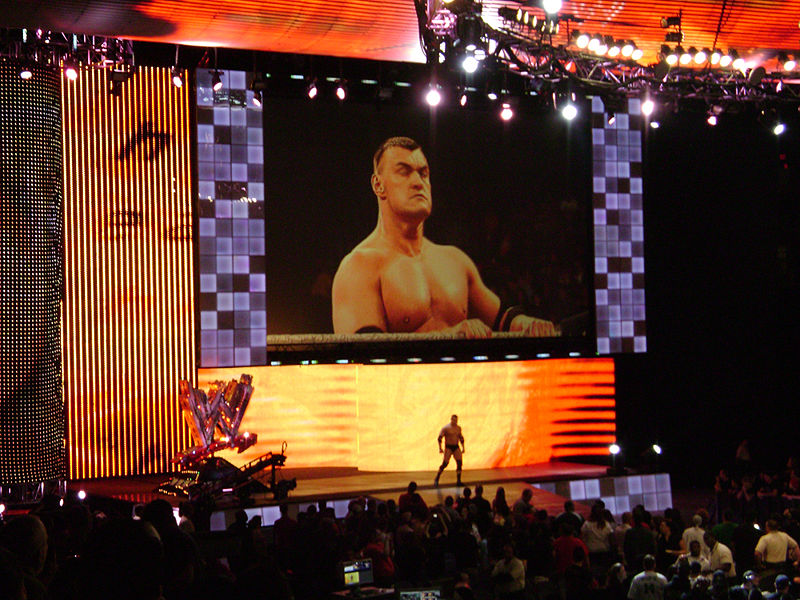
كوزولف يدخل الحلبة في مباراة غامضة 25 فبراير 2008

في 17 يناير 2006 تم الإعلان في شركة المصارعة العالمية الترفيهية بأن برودياس قد تم تسجيله في الشركة، وفي 7 أبريل 2006 قام بأول ظهور له في الحلبة تحت اسم «أوليغ برودياس»، وصارع في أول مباراة له ضد «تومي سويد» Tommy Suede.
في 5 مايو 2006 صارع برودياس في أول مباراة -غير متلفزة- وهزم «روب كانووي» Rob Conway، وفي الليلة التالية قطع عليه «مات سترايكر» Matt Striker الحديث وسماه «المهاجر القذر» filthy immigrant الأمر الذي سبب أن يهاجمه برودياس، وثم أخذ مكبر الصوت وقال أنه فخور كونه في أمريكا.
في 18 ديسمبر 2008 في عرض «رو» ظهر برودياس في العرض تحت اسم «فلاديمير كوزلوف» وأصبح اسمه في الحلبات لاحقًا. وفي الأسابيع التالية تم إجراء مقابلات مع كوزولف وقال فيها أنه يحب شركة (WWE). ولم يظهر في التلفاز بعدها لأكثر من سنة وفي هذا الوقت كان يصارع مباريات غير متلفزة وفاز فيها جميعها.

### قسم Ohio Valley الفترة (2007-2008)
في 28 يوليو 2007 فاز ببطولة OVW للوزن الثقيل بهزمه «بول برشال» Paul Burchill، ولكنه بدل البطولة في نفس الليلة لـ «مايكل دبليو كرول» Michael W. Kruel بسبب اتفاق سابق بينهما.

### سماك داون (2008-2009)
في 4 أبريل 2008 قام كوزلوف بأول ظهور رسمي له في المصارعة العالمية الترفيهية بدون موسيقى دخول أو مقطع فيديو، واحتوى دخوله الظلام الكامل في المنطقة وهزم «مات بينتلي» Matt Bentley في أول مباراة له، وفي الأسابيع القادمة فاز كوزلوف بجميع مبارياته، وفي 11 يوليو قام بدخوله للحلبة مع موسيقى ومقطع فيديو وهزم «ستيفي ريتشردز» Stevie Richards.
في الأسابيع اللاحقة واصل كوزلوف الفوز في مبارياته بسهولة وبدأ يطالب بمنافسة أفضل. وفي 12 سبتمبر 2008 عرض «سماك داون» كان يسعى للحصول على منافسة فهاجم جيف هاردي وفي الأسابيع التالية واصل كوزلوف الهجوم على كلا جيف هاردي وبطل WWE في ذلك الوقت تربل إتش وانتهى الأمر بعداوة بين الثلاثة على بطولة WWE. في 7 نوفمبر عرض «سماك داون» حصل كوزلوف على فرصة مواجهة ضد تربل إتش للحصول على البطولة وذلك بهزيمة الأندرتيكر بالاستبعاد. تم إدخال إيدج في المباراة التي فاز فيها لاحقًا بتثبيت البطل.
في مهرجان «آرماقدون» Armageddon حصل كوزلوف على أول فوز له في المهرجانات عندما هزم بطل ECW «مات هاردي» ولكن لم تكن المباراة على البطولة. وفي مهرجان الرويال رمبل Royal Rumble 2009 شارك كوزلوف بالحدث الرئيسي ودخل كالمتنافس رقم 6. ولكن تم إقصاءه من قبل تربل إتش بعد أن أقصى «ذا قريت كالي» The Great Khali و«كارليتو» Carlito و«إم في بي» MVP. وبعدها تم وضعه في مهرجان «نو وي آوت» No Way Out في مباراة مبنى الإقصاء ولكن تم إقصاءه من قبل الأندرتيكر. انتهى رصيد كوزلوف بدون انهزام في 2 مارس 2009 عرض «راو» بواسطة شون مايكلز، وكانت هذه المباراة على فرصة لمواجهة الأندرتيكر في مهرجان راسلمينيا الخامس والعشرون.

### ECW الفترة (2009)
في 13 أبريل 2009 تم نقل كوزلوف إلى ECW كجزء من "WWE Draft"، وبدأ كوزلوف بالفوز في جميع مبارياته وبسرعة (ضد خصوم محليين). في يوليو 30 قابل كوزلوف أول خصم من الشركة عندما اشترك مع ويليام ريغال وهزم الفريق كريستيان كيج وتومي دريمر. كانت أول هزيمة لكوزلوف في القسم ECW في يوليو 9 عندما خسر مباراة ضد كريستيان كيج لتحديد المنافس الأول لبطولة الـ ECW ضد تومي دريمر.
في يوليو 18 اشترك ايزكيل جاكسون مع كرستن لمواجهة كوزلوف والمنافس الأول لبطولة الـ ECW وليام ريقل، انقلب جاكسون في المباراة على زميله كرستن، وتحالف مع كوزلوف وريقل، لكن ريقل فشل في الحصول على بطولة الـ ECW. وخسر كوزلف فرصة التأهل لمبارات موني ان ذا بونك من كوفي كنغستون ام الآن هو في راو وشكل فريق مع سانتينو ماريلا. ويعتبر فلايدمر كوزلوف من المصارعين الاقوياء الجيدين في مجال المصارعة الحرة، وفي سفر سيريز 2010 سيواجه...(سانتينو ماريلا & وفلايدمر كوزلوف)ابطال الفرق الحاليا وهم (جستن غأبريل & هيث سلاتر)من مجموعة نكسس على لقب الفرق.وخسر المباراة سانتينو وكوزلوف. وجرت مباراة جمعت بين (سلاتر وغأبريل) و (الاخوين اوسو) و (مارك هنري ويوشي تاتسو)و (كوزلوف وسانتينو) وفاز كوزلوف وسانتينو بعد تدخل جون سينا وأصبحوا ابطال التاج تيم كوزلوف وسانتينو.

## معلومات في المصارعة
- ضربات قاضية
  - ـ Backbreaker rack drop - استخدمت في WWE سنة 2007 وأوائل 2008
  - ـ Battering ram - يكون الخصم في حالة الهجوم من مكان مرتفع
  - ـ (Iron Curtain (Kneeling leg trap side slam
  - ـ Scoop lift dropped into an inverted DDT - استخدمت في WWE
- ضربات مميزة
  - ـ Fallaway slam
  - ـ Fireman's carry takeover
  - ـ Chokeslam
  - ـ Kick to the chest of an opponent draped horizontally over the top turnbuckle
  - ـ Overhead / Side belly to belly suplex
  - ـ Over the shoulder arm drag
  - ـ Pushing big boot to the chest of an opponent
  - ـ Scoop powerslam
  - ـ Single leg Boston crab
- مدراء أعمال
  - ويليام ريغال
  - أغنية الدخول إلى الحلبة pain غنية بواسطة jim johnston
- القاب (عملاق موسكو، المصارع الروسي)

## بطولاته وإنجازاته

### في فنون القتال
- السامبو Sambo
  - بطل الولايات المتحدة للوزن الثقيل (2005)
- جمعية الملاكمة-الركلات United States Kick-Boxing Association
  - بطل USKBA الدولي للوزن الثقيل
  - بطل الفرق حاليا مع سانتينو ماريلا.

### في المصارعة
- في Ohio Valley Wrestling
  - بطل OVW للوزن الثقيل (مرة واحدة)
- في World Wrestling Entertainment
  - أفضل ظهور في سنة (2008)
- في Wrestling Observer Newsletter awards
  - أكثر مصارع مقدر (2008)
  - أسوأ مباراة في السنة (2008) ضد تربل H وإيدج
- في Pro Wrestling Illustrated
  - علم رقم 149 من أفضل 500 مصارع

## وصلات خارجية
- فلاديمير كوزلوف على موقع IMDb (الإنجليزية)
- فلاديمير كوزلوف على موقع قاعدة بيانات الفيلم (الإنجليزية)
- فلاديمير كوزلوف على موقع دبليو دبليو إي (الإنجليزية)
- فلاديمير كوزلوف على موقع WrestlingData.com (الإنجليزية)
- فلاديمير كوزلوف على موقع CageMatch worker (الإنجليزية)
- فلاديمير كوزلوف على موقع قاعدة بيانات المصارعة على الإنترنت (الإنجليزية)
- فلاديمير كوزلوف على موقع عالم المصارعة على الإنترنت (الإنجليزية)
- الملف الشخصي في موقع WWE
- ـ الملف الشخصي في WWE Universe
- ـ الملف الشخصي في Greweck.net
- ـ الملف الشخصي في أون لاين وورلد رسلينغ